# フォルム

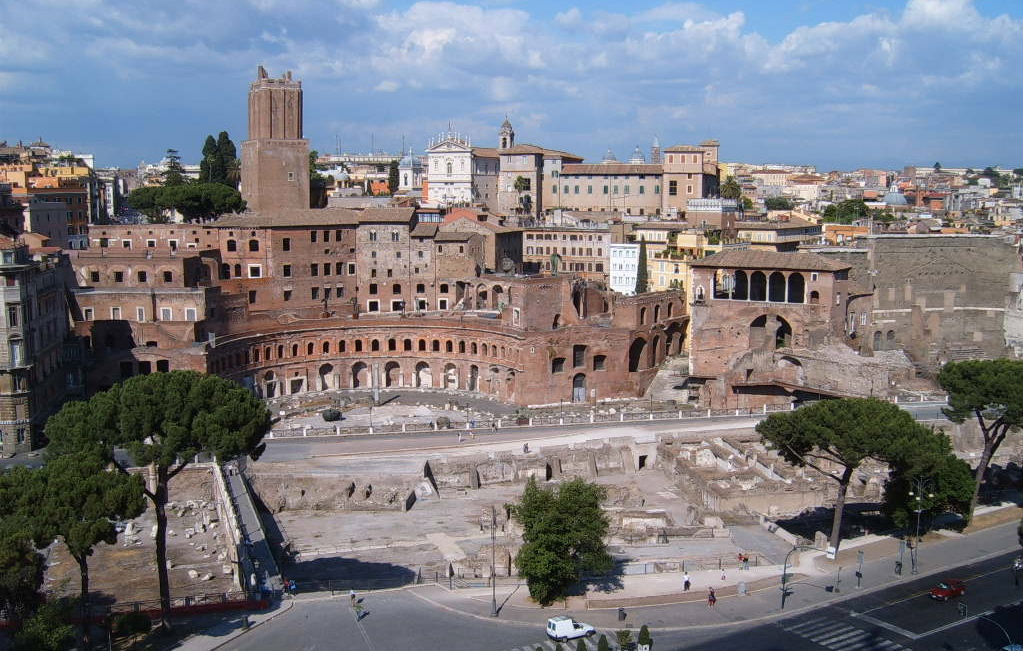
トラヤヌスのフォルムの遺跡

フォルム（ラテン語: Forum, 複数形は Fora）とは、古代ローマ都市の公共広場のことである。「フォーラム」ともいう。
「広場」を意味するフォーラム (英語: forum) は、このラテン語に由来する。
通常は、ここに噴水や水場をつくって水が引かれ、人々はそこに集まり交流した。

## 概要
帝政ローマ時代のフォルムは、四周をバシリカ、元老院、神殿などの公共施設や列柱廊で取り囲まれた計画的なオープンスペースとなり、屋根のない公共建築の観を呈するのが普通であった。
フォルムは、幹線道路上に集落が形成されるとき、その中心に商店などが集まる「広場」として造られた場所を起源とする。町が発展し都市となると、フォルムは商業活動の中心だけでなく、政治・司法の集会、宗教儀式、その他の社会活動が行われるオープンスペースとなり、また市民生活の上で最も重要な都市施設となっていった。
古代ローマの都市は、フォルムを中心として東西・南北の大通りであるデクマヌス・マクシムスおよびカルド・マクシムスが造られ、その軸線を基準とした碁盤の目状の都市計画がなされた。フォルムの広さは市民の人口に応じ、形は3対2の比率の長方形とされた。フォルムの北端にはユーピテル神殿などの神殿やバシリカが建てられるとともに、フォルムに面した神殿の階段は選挙演説を行う場所としても使われた。こうした典型的なフォルムは、帝政時代の計画都市であった北アフリカのローマ都市に多く、東方属州の都市は、むしろ古代ギリシアのアゴラに近い自然発生的な広場が多かった。
古代ローマの首都である都市ローマには、最も初期に形成されたフォルム・ボアリウム、共和政期に国家の中心として整備されたフォルム・ロマヌム、フォル・ロマヌムが手狭になったため、帝政期に新たに整備されたフォラ・インペラトラムなどがある。
フォルムの機能は、古代ギリシア都市の「アゴラ」のそれとほぼ同じであった。アゴラとの違いは、規模がフォルムの方が際だって大きいこと、空間が都市化の進展にともなって矩形に整備されたこと、周囲に列柱廊を巡らせるようになったことなどである。
現代において似た機能を果たす都市施設としては、イタリア語のピアッツァ、スペイン語圏のプラザ、ドイツ文化圏のマルクト広場などがある。

### フォルムの主要施設
- 都市の守護神殿

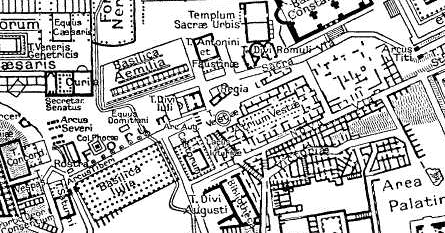
フォルム・ロマヌムの俯瞰図

- 市場（macellum）に象徴される、恒常的商業施設
- コミティウム（英語版） - 市民の政治集会である民会（プレブス民会やトリブス民会など）の場
- クリア - 首都では元老院、他の都市では都市参事会の議場である
- バシリカ - 裁判所、商業取引、集会の場